# The House I Live In
The House I Live In é um curta-metragem estadunidense de 1945 escrito por Albert Maltz, produzido por Frank Ross e Mervyn LeRoy, e estrelado por Frank Sinatra. Feito para se opor ao anti-semitismo no final da Segunda Guerra Mundial, recebeu um Oscar honorário e um Globo de Ouro em 1946.
Em 2007, a Biblioteca do Congresso considerou o filme "culturalmente, historicamente, ou esteticamente significante" e o selecionou-o para preservação no National Film Registry.

## Prêmios e iniciações
Oscars
1. 1946 - Oscar honorário (venceu)

Globo de Ouro
1. 1946 - Melhor Filme Promovendo a Compreensão Internacional (venceu)[2]